# Fun Radio Réunion
Pour les déclinaisons, Belgique, Antilles, Espagne, France, Guyane, voir Fun Radio (homonymie).
 (juin 2015).
Fun Radio Réunion est une radio commerciale privée française du réseau Fun Radio diffusant ses programmes sur l'Île de La Réunion depuis un studio situé à Saint-Pierre. La musique produite est au format musical dancefloor.

## Historique

### Première version
Dans les années 1990, la franchise Fun Radio voit le jour à la Réunion, disposant de six fréquences. En juillet 1997, les responsables de Fun Radio et de NRJ Réunion affirment qu'il ne peut pas exister des radios avec le même format musical à La Réunion. La radio cède ses fréquences à NRJ, qui n'était diffusé qu'à St-Denis, et le signal de Fun Radio est attribué à Chérie FM Réunion.

### Seconde version
Fun Radio Réunion fait son retour sur les ondes en 2011 par une franchise géré par la SARL Organisme Radiophonique Outre-Mer. Sa programmation musicale dancefloor est la même que celle de Fun Radio en métropole. Ses émissions sont produites depuis le studio situé à St-Pierre, et la radio diffuse également des émissions de la radio nationale.
Lors des dernières audiences radio Médiamétrie, sur la période janvier/juin 2015, Fun Radio était à 3% d'audiences cumulé (AC), à 0,8% de parts d'audiences (PDA) et en moyenne écouté 44 minutes. Fun était dixième (et dernière) derrière RTL2 Réunion.
En juillet 2014, le CSA accorde à Fun Radio Réunion le droit de diffuser dans la zone de Salazie, mais le lui révoque en juin 2015 pour non-émission dans la zone concernée.
Pour la période septembre/novembre 2015, la radio était à 3,1% d'AC, à 1,6% de PDA et en moyenne écoutée 81 minutes. Sur les chiffres Médiamétrie d'avril-juin 2016, Fun Radio a conservé une PDA de 1,6%.
À ses débuts, la radio proposait des émissions en direct où les auditeurs pouvait intervenir à l'antenne par SMS ou par appel téléphonique, des émissions avec une équipe locale comme "Le Morning de Lukas" mais également des mix dans Party Fun réalisés localement qui côtoyé les sets des DJ métropolitains. Progressivement, la radio a abandonné la production locale, le Morning ayant été supprimé au profit de Bruno dans la radio, le Clash n'ayant plus vu les auditeurs s'affronter et les mix locaux de Party Fun remplacés par les mix de la station métropolitaine.

## Slogan
- 1er décembre 2011 - 6 septembre 2020 : Le son dancefloor, à La Réunion
- Depuis le 7 septembre 2020 : Enjoy the music

## Programme
Voici la liste des émissions de Fun Radio Réunion :
- Bruno dans la radio : Diffusion, en différé d'un jour, des différentes rubriques de la matinale de Fun Radio présenté par Bruno Guillon et sa team. Greg, l'animateur local est à la réalisation et alterne entre interventions, musiques, les séquences de BDLR et parfois un jeu audiotel.
- Le Vacher-Time : Grégory Vacher et ses chroniqueurs accompagnent les auditeurs dans la bonne humeur de 9H à 11H. L'émission est diffusée en différé d'un jour[11].
- 100% Enjoy the music : Le meilleur du son électro et latino en non-stop, du lundi au vendredi de 5h à 6h, de 11h à 16h et de 19h à 21h, le samedi et le dimanche de 5h à 19h et de 21h à 23h.
- Olivier 16H-19H : les auditeurs écoutent de la musique et apprennent des infos sur les artistes musicaux de, du lundi au vendredi, en compagnie de l'animateur.
- Fun Stream 40 : Mico présente les 40 tubes du moment le dimanche de 19H à 21H. (anciennement Fun Club 40)
- Fun Radio en direct de Paris : Tous les soirs, en semaine, à partir de 21h l'antenne bascule sur le signal national en direct. Le weekend, le basculement du signal se fait à 23 heures en heure d'été, minuit en heure d'hiver le weekend. Le retour au signal local se fait à 5 heures du matin. Cette tranche est composée entre autres de ces émissions :
  - Le Before Party Fun : Alex Wat (Adrien Toma le vendredi) présente les plus gros tubes et les plus gros DJ's du moment du lundi au vendredi de 21h à 23h (22h/00h pendant l'heure d'hiver)
  - Lovin'Fun : De 23H à 2H du dimanche au jeudi (en heure d'été en France)/ de 0h à 3h de lundi au vendredi, Karel, Doc Pavageau (anciennement Christian Spitz dit le Doc) et Alice répondent aux questions d'auditeurs et les aident à résoudre leurs problèmes.
  - Fun Radio Anthology  : Mico C mixe les tubes des 25 dernières années le vendredi dès 23H (dès 0H en heure d'hiver).
  - Party Fun : Le vendredi dès 2h (3h pendant l'heure d'hiver) et le samedi dès 23h (0h pendant l'heure d'hiver), les DJ de Fun Radio puis les DJ résidents de Party Fun mixent les sons du moments et les standards de la musique électro jusqu'à 5h.

### Programmes disparues
- Le morning de Lukas  : L'émission était composée de plusieurs rubriques, jeux, défis, canulars dont certaines étaient reprises de la matinale de Bruno. Lukas était aux commandes du Morning diffusé de 6H à 9H. L'émission fut arrêtée en août 2015 et remplacée par l'émission Bruno dans la radio.
- MIKL: No Limit : MIKL et sa team du mardi au vendredi matin de 1H00 à 3H00 et le dimanche de 22H00 à 2H00 (diffusion en direct de l'émission de Fun Radio), l'émission fut arrêtée car l'équipe a quitté Fun Radio pour NRJ[12]. La dernière a eu lieu le 26 juin 2015 entre 1H et 3H du matin en direct.
- Le Night Show : Présentée par Marion et les garçons, elle n'est plus diffusée à l'antenne à partir de juillet 2020[13]

## Diffusion
Fun Radio Réunion est diffusé sur les fréquences suivantes :
- St-Denis : 95.5 FM
- St-Pierre : 103.3 FM
- Ste-Rose : 102.1 FM
- Ste-Suzanne : 95.7 FM
- St-Philippe : 102.6 FM
- St-Joseph : 103.5 FM
- St-Leu : 103.1 FM
- St-Gilles : 90.0 FM
- Le Port : 103.0 FM
- Cilaos : 88.5 FM
- Trois Bassins : 103.3 FM
- Salazie : 99.0 FM

### Articles Connexes
- Liste des stations de radio à La Réunion
- Fun Radio